# Hypnoidus nepalensis
Hypnoidus nepalensis là một loài bọ cánh cứng trong họ Elateridae. Loài này được Ôhira & Becker miêu tả khoa học năm 1973.